# Яндекс браузър
Яндекс браузър (на руски: Яндекс.Браузер) е руски уеб браузър, разработен от софтуерния гигант Яндекс. Използва браузърната машина (Web browser engine) Blink и е основан на Chromium. Разработен е за Windows, macOS, iOS, GNU/Linux и Android. Реализиран е на 1 октомври 2012 г. Изграден е на компютърните езици C++ и JavaScript.